# Macrotrachela speciosa
Macrotrachela speciosa is een raderdiertjessoort uit de familie Philodinidae. De wetenschappelijke naam van deze soort is voor het eerst geldig gepubliceerd in 1907 door Murray.